# 들오리 (희곡)

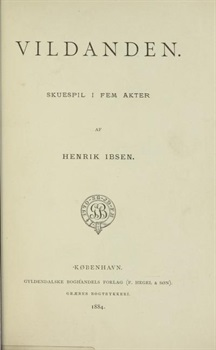

《들오리》(Vildanden)는 1884년의 헨리크 입센 현대극이다. <사회의 기둥>에서부터 <민중의 적>에 이르기까지 소위 사회극에 있어서 사회악의 근원을 폭로하여 그 어떤 대가(大價)를 지불하더라도 절대적 진실의 탐구를 주장하고 있었던 입센도 이 작품을 전기(轉機)로 내성적·회의적인 입장이 되어 “범인이 살아가려면 거짓도 필요한 것이 아닐까” 생각한다.
선주(船主) 웰레는 품행이 나쁘고 아들 그레겔슈는 집을 나가 친구 히알마르 에크달과 동거한다. 그레겔슈는 히알마르의 처가 원래 부친 웰레의 집에 있었던 하녀 기나임을 알고 히알마르 부부의 관계 정상 여부에 의심을 품게 되어 그 사실을 파헤치려고 한다. 한편 다른 한 사람의 동거인 레링 박사는 살기 위해서는 거짓도 필요하기 때문에 냄새나는 것에는 뚜껑을 덮어놓으라고 설명한다. 또 히알마르의 부친 노(老)에크달은 옛날 사기(詐欺)를 한 일이 있어 웰레가(家)에는 출입이 금지되어 있었다.
이 사이에 그레겔슈는 그 진상을 발견하게 된다. 히알마르 부부의 14살짜리 딸 헤드비의 아버지는 실은 히알마르가 아니고 웰레인 것이다. 그레겔슈는 친구 히알마르에게 이 사실을 알리게 되는 것으로서 히알마르의 부부관계가 건전해질 것을 바라고 있다. 그러나 결과는 역전되어 히알마르는 분격하여 집을 나가려한다. 헤드비와 늙은 에크달은 뒷마당에서 불구(不具)의 들오리를 정성껏 키우고 있다. ‘살기 위해 필요한 거짓’의 상징인 것이다.
헤드비는 그레겔슈의 말을 듣고 아버지를 못 나가게 하기 위해 들오리를 희생시키려고 하지만 오히려 자기가 죽임을 당한다. 그리하여 히알마르는 가출(家出)을 단념한다.